# 비앙카 빙
비앙카 빙(Bianca Bin, 1990년 9월 3일 ~ )은 브라질의 배우이다.